# White Fawn's Devotion
White Fawn's Devotion: A Play Acted by a Tribe of Red Indians in America là một bộ phim câm chính kịch ngắn năm 1910 của Mỹ. Mặc dù một số nhà văn tin rằng bộ phim có vợ của Young Deer, Lillian St. Cyr, hay còn được gọi là Công chúa Red Wing với tên gọi "White Fawn", nữ chính không phù hợp với miêu tả bề ngoài của St. Cyr. Phim được quay ở New Jersey với tốc độ 24 khung hình / giây.
White Fawn's Devotion là bộ phim còn sót lại sớm nhất của đạo diễn người Mỹ bản địa. Đây là một trong những bộ phim trước đó được công ty Pháp Pathé quay ở Mỹ. Một nhà phê bình trên tờ New York Dramatic Mirror đã viết rằng bộ phim "tỏ ra thú vị nếu chúng ta có thể quên được phong cảnh New Jersey" và lưu ý rằng "không rõ ràng là sự tận tâm đến từ đâu, cũng như nó bao gồm những gì.".
Năm 2008, bộ phim đã được Viện lưu trữ phim quốc gia Hoa Kỳ lưu lại vì được coi là "có ý nghĩa về mặt văn hóa, lịch sử hoặc thẩm mỹ".